# De Magiër: De geheimen van de onsterfelijke Nicolas Flamel
De Magiër: De geheimen van de onsterfelijke Nicolas Flamel (Engels: The Magician: The Secrets of the Immortal Nicholas Flamel) is het tweede boek in de zesdelige fantasy/avonturenserie De geheimen van de onsterfelijke Nicolas Flamel van de Ierse schrijver Michael Scott. Het Engelse origineel van dit deel is gepubliceerd in juni 2008. De Nederlandse vertaling is van de hand van Henny van Gulik en verscheen in november 2008.

## Het verhaal
De Magiër is het vervolg op De Alchemist. In dit vervolg krijgen de onsterfelijke Nicolas Flamel en de tweeling Sophie en Josh naast de slechte Dr John Dee een nieuwe vijand, die nog machtiger en kwaadaardiger is: Niccolò Machiavelli, de befaamde zestiende-eeuwse Italiaanse politicus en filosoof.

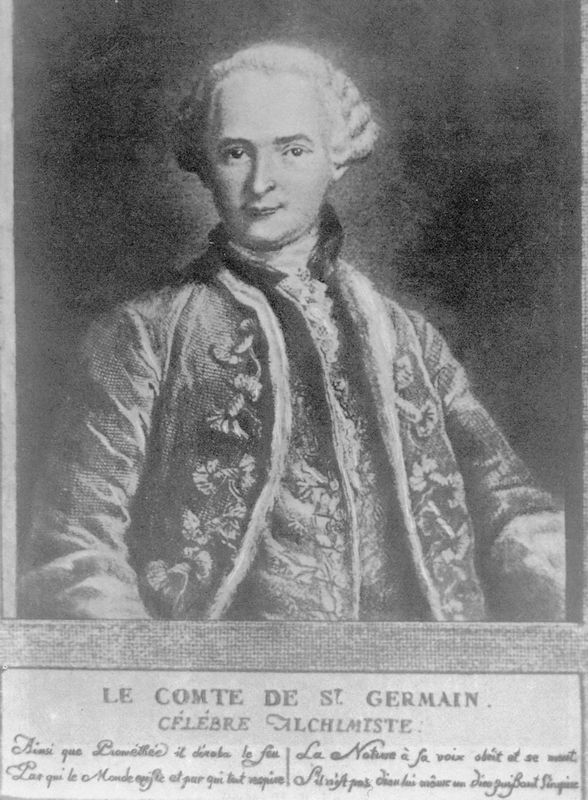
Graaf van Saint-Germain

Nadat ze Ojai ontvlucht zijn, vluchten Josh, Sophie en Nicolas Flamel naar Parijs. Perenelle wordt nog steeds gevangengehouden op Alcatraz. De tijd dringt: elke dag dat ze zonder het boek van Abraham doorbrengen worden Nicolas en Perenelle een jaar ouder en neemt hun magie af. Het is tijd voor Sophie om het tweede magische element te leren: Vuurmagie. Er is maar één persoon die haar dat kan leren: de Graaf van Saint-Germain, alchemist, magiër en rockster.

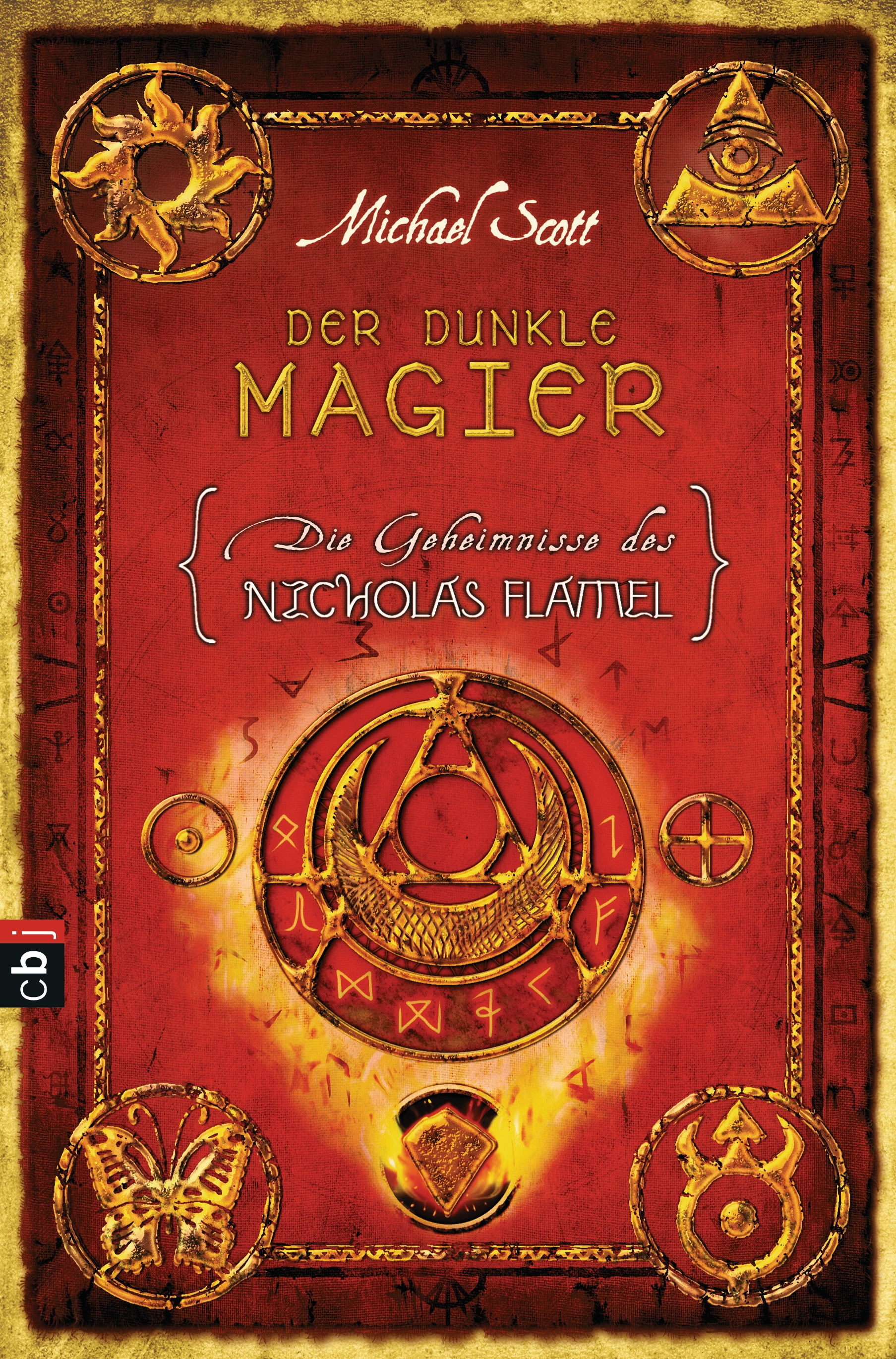
Boekomslag van de Duitse editie

## Nieuwe personages
- Niccolò Machiavelli – Een onsterfelijk Italiaan. Zijn aura is grijs-wit en ruikt naar slangen.
- Saint-Germain – Saint-Germain is meester in de vuurmagie. Zijn aura is rood en ruikt naar verbrande bladeren.
- Jeanne d'Arc – Jeanne werd onsterfelijk na een transfusie met bloed van Scathach. Haar aura is puur zilver en ruikt naar lavendel.
- Areop-Enap – Een zeer oude spin die gevangen zit op Alcatraz.
- Juan Manuel de Ayala – De geest van een Spaanse zeeman.
- Dagon – Een visachtig wezen. Zijn ras is uitgeroeid door Scathach.
- Mars Ultor – God van de oorlog. Zijn aura is rood-violet.
- Nidhogg – Een groot monster dat lijken verslindt.
- Disir – De Disir is een trio van onsterfelijke vrouwelijke krijgers.